# Sorokarp

Lebenszyklus von Dictyostelium: der Sorokarp oben links (in Abb. als Fruchtkörper bezeichnet)

Als Sorokarp (auch Sorocarp von griech. σωρός: Haufen und  καρπός: Frucht) bezeichnet man den Fruchtkörper der Dictyosteliida (eine zu den Schleimpilzen gehörende Unterklasse; siehe auch Gattung Dictyostelium). Die amöboiden einzelligen Pilze vereinigen (aggregieren) zur Fruchtkörperbildung zu einem Pseudoplasmodium, das sich anschließend in Stiel (Sorophore) und Köpfchen (Sorus) ausdifferenziert.
Die räumliche Ausdehnung von Sorokarpen befindet sich im makroskopischen Bereich – sie sind also mit bloßem Auge erkennbar.